# 田中朋次郎
田中 朋次郎（たなか ともじろう、1913年9月24日 - 2003年3月4日）は、日本の競馬騎手、調教師。旧姓・新井（あらい）。
1935年に騎手デビュー。1937年に騎乗馬ハッピーマイトで日本競馬会施行による第1回の帝室御賞典（後の天皇賞・秋）に優勝した。1955年に調教師に転身して以降は、1985年の皐月賞と菊花賞、1987年の天皇賞（春）などを制したミホシンザンなどを手がけた。1984～1988年、日本調教師会々長。1989年、勲五等双光旭日章受章。1992年、定年引退。

## 経歴
1913年、群馬県利根郡白沢村（現・沼田市）の農家に生まれる。白沢尋常小学校高等科を卒業後、村の馬喰の勧めで片品村の千明牧場へ奉公に入り、ここで乗馬の手ほどきを受けた。
1930年、中山競馬倶楽部（中山競馬場）の秋山辰治厩舎に入門。1935年に騎手免許を取得し、翌1936年に騎乗馬ハッピーレースで初勝利を挙げた。朋次郎は同馬の馬主であった肉問屋「米久」の老婦人に気に入られ、1937年秋季より、師の秋山が騎乗していたハッピーマイトの騎手に抜擢された。同馬とは農林省賞典（秋）を制して特殊競走（重賞競走）初勝利を挙げると、12月3日には最高格競走の帝室御賞典（秋）に優勝した。帝室御賞典は従来、全国各地で独立運営されていた競馬倶楽部が各々施行していたが、当年より各倶楽部が統合された日本競馬会のもとで春秋2回のみの施行に変わっており、この競走が新制第1回目の施行であった。この回次は第二次世界大戦を経て戦後に競走名が天皇賞と改称されて以降も受け継がれているため、朋次郎は第1回の天皇賞優勝騎手として名を刻んでいる。なお、内容は2着に5馬身差の圧勝であったが、秋山からは「この空っ下手の大馬鹿野郎。腑抜け。自分の腕で勝ったと思っているのか。第一、ゴール前であんなに追うやつがいるか。競馬は鼻面だけ勝てばいいんだ」と、殴り掛からんばかりの勢いで叱咤されたという。
1940年、呉服問屋で旧松戸競馬倶楽部の役員も務めていた田中武右衛門の娘・鈴子と結婚。これに伴い改姓した。翌1941年末に太平洋戦争が勃発すると、1944年より朋次郎も兵役に就き台湾・高雄市の部隊に配属された。終戦後、1946年1月に復員し、騎手として復帰。戦後はアラブの強豪馬ニューバラッケーとサチミツで、それぞれ読売カップを制した。1955年に騎手を引退し、調教師に転身。騎手通算成績は785戦93勝。
調教師としては初年度からマサハタがクモハタ記念を制し重賞初勝利。以後「安馬専門」ながら数々の重賞勝利馬を手がけた。1985年にはミホシンザンが皐月賞を制し、調教師としてGI競走を初制覇。その後、同馬は骨折で東京優駿（日本ダービー）を棒に振ったが、秋に菊花賞を制し二冠馬となる。朋次郎が帝室御賞典を制してから半世紀となる1987年には天皇賞（春）にも優勝した。
1988年、2期4年務めていた調教師会長を辞し、翌1989年に勲五等双光旭日章を受章。1992年2月29日、調教師定年制に基づき引退。翌3月1日に中山競馬場で引退式が行われた。通算成績は6515戦621勝、うちGI競走3勝を含む重賞21勝。2003年3月4日に急性心不全のため89歳で死去した。叙・正六位。

## 成績

### 騎手成績
- 785戦93勝

#### 主な騎乗馬

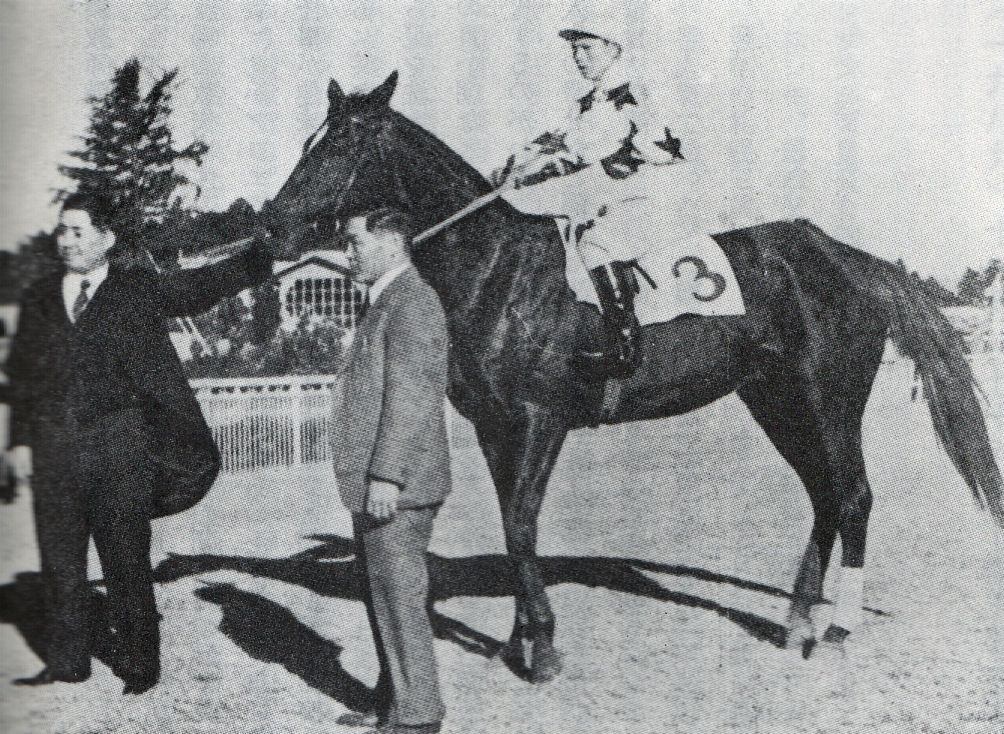
帝室御賞典優勝時

※括弧内は田中（新井）騎乗時の優勝競走。太字は八大競走。
- ハッピーマイト（1937年農林省賞典・秋、帝室御賞典・秋）
- ニューバラッケー（1950年読売楯争奪アラブ東西対抗・秋）
- サチミツ（1952年読売カップ・春）

### 調教師成績
- 6515戦621勝

#### 主な管理馬
※括弧内は田中管理下の優勝競走。太字はGI競走。
- マサハタ（1955年クモハタ記念）
- ハルボー（1959年中山大障害・秋）
- ショウゲツ（1965年CBC賞）
- ショウゲッコウ（1968年京成杯3歳ステークス）
- オーギフォード（1974年アラブ大賞典・春）
- ザオーリュウジン（1974年ダービー卿チャレンジトロフィー）
- ニッショウ（1976年東北記念）
- ドウカンヤシマ（1982年京成杯3歳ステークス 1983年函館記念 1984年日刊スポーツ賞金杯 1985年東京新聞杯）
- ミホシンザン（1985年スプリングステークス、皐月賞、京都新聞杯、菊花賞 1987年アメリカジョッキークラブカップ、日経賞、天皇賞・春）
- ドウカンテスコ（1986年スプリンターズステークス）
- ミヨノスピード（1987年札幌3歳ステークス）
- ミヨノゴールド（1988年札幌3歳ステークス）